# ديفيد إتش لي
ديفيد إتش لي (بالإنجليزية: David H. Li)‏ هو لاعب شطرنج ومؤرخ صيني، ولد في 1928.